# Bagous
Bagous (лат. , от др.-греч. βαγώας «евнух») — род жесткокрылых из семейства жуков-слоников.

## Распространение
Представителей рода можно найти повсеместно, за исключением Южной Америки.

## Описание
Тело овальное или продолговато овальное. Голова широко округлая, с уплощёнными глазами. Головотрубка короткая, усики прикреплены в вершинной трети головотрубки. Переднеспинка квадратная или поперечная со слабо выраженными заглазничными лопастями. Передний край переднегруди не вырезанный. На переднегруди нет бороздок для вкладывания головотрубки.

## Экология
Большинство Bagous ведут водный образ жизни, некоторые наземный. Чаще всего полифаги специализированные на водных растениях, но также есть и монофаги.

## Список видов
Некоторые виды:
- Bagous alismatis (Marsham, 1802)
- Bagous argillaceus Gyllenhal, 1836
- Bagous binodulus (Herbst, 1795)
- Bagous brevis Gyllenhal, 1836
- Bagous collignensis (Herbst, 1797)
- Bagous czwalinai Seidlitz, 1891
- Bagous dieckmanni Gracev, 1993
- Bagous diglyptus Boheman, 1845
- Bagous frit (Herbst, 1795)
- Bagous limosus (Gyllenhal, 1827)
- Bagous longitarsis C.G. Thomson, 1868
- Bagous lutulosus Gyllenhal, 1827
- Bagous nodulosus Gyllenhal, 1836
- Bagous puncticollis Boheman, 1845
- Bagous rotundicollis Boheman, 1845
- Bagous rufimanus Hoffmann, 1954
- Долгоносик рисовый туркестанский (Bagous sinuaticollis First)
- Bagous subcarinatus Gyllenhal, 1836
- Bagous tempestivus (Herbst, 1795)